# Malononitril
Malononitril je organická sloučenina patřící mezi nitrily, se vzorcem CH2(CN)2. V čisté podobě jde o bílou pevnou látku, starší vzorky bývají zabarvené do žluta nebo hněda. Využití má v organické syntéze.

## Příprava, výroba a reakce
Malononitril se dá připravit dehydratací kyanoacetamidu. V průmyslu se nejčastěji používá reakce plynného acetonitrilu s chlorkyanem:
NCCl + CH3CN → NCCH2CN + HCl
Z malononitrilu se vyrábí thiamin, léčiva triamteren a minoxidil, a barviva disperzní žluť 90 a disperzní modř 354.
Malononitril je slabě kyselý, jeho pKa má ve vodě hodnotu 11,4. Lze jej tak zapojit do Knoevenagelových kondenzací, například při výrobě 2-chlorbenzylidenmalononitrilu:
Malononitril je také vhodný pro Gewaldovy reakce, kde kondenzují nitrily s ketony nebo aldehydy za přítomnosti zásady a elementární síry, přičemž se tvoří 2-aminované thiofeny.